# Dizzy Reece
Dizzy Reece (rodným jménem Alphonso Son Reece; * 5. ledna 1931 Kingston) byl jamajský jazzový trumpetista. Na trubku začal hrát ve svých čtrnácti letech; od roku 1948 žil v Londýně. V roce 1959 se přestěhoval do New Yorku. Své první album jako leader nazvané Blues in Trinity vydal v roce 1958 na značce Blue Note Records. V roce 1958 složil hudbu k filmu Nowhere to Go. Během své kariéry spolupracoval i s dalšími hudebníky, mezi které patří Victor Feldman, Duke Jordan, Dizzy Gillespie, Hank Mobley nebo Dexter Gordon.